# The Rolling Stones Rock and Roll Circus (album)
The Rolling Stones Rock and Roll Circus je koncertní album britské rockové skupiny The Rolling Stones, které vyšlo v roce 1996. Album skupina nahrávala společně na stejnojmenném hudebním projektu, kterého se zúčastnili také The Who, Jehtro Tull, Taj Mahal, Marianne Faithfull a na místě vzniklá superskupina The Dirty Mac. Projektu se měla zúčastnit také skupina Led Zeppelin posléze k tomu nakonec nedošlo. Album bylo vydáno až v roce 1996, protože skupina nebyla se svým projektem zcela spokojena. V roce 2019 vyšla restaurovaná verze alba. 

## Seznam skladeb
| Pořadí | Skladba                                                                                         | Délka |
| ------ | ----------------------------------------------------------------------------------------------- | ----- |
| 1.     | introdukce Micka Jaggera                                                                        | 0:27  |
| 2.     | "Vjezd gladiátorů" - orchestr                                                                   | 0:57  |
| 3.     | introdukce skupiny Jehtro Tull (Mick Jagger)                                                    | 0:10  |
| 4.     | "Song for Jeffrey" (Jehtro Tull)                                                                | 3:25  |
| 5.     | introdukce skupiny The Who (Keith Richards)                                                     | 0:08  |
| 6.     | "A Quick One While He's Away" (The Who)                                                         | 7:33  |
| 7.     | "Over the Waves" - orchestr                                                                     | 0:45  |
| 8.     | "Ain't That a Lot of Love" (Taj Mahal)                                                          | 3:50  |
| 9.     | introdukce Marianne Faitfullové (Charlie Watts)                                                 | 0:06  |
| 10.    | "Something Better" (Marianne Faitfullová)                                                       | 2:31  |
| 11.    | introdukce skupiny The Dirty Mac (John Lennon a Mick Jagger)                                    | 1:04  |
| 12.    | "Yer Blues" (The Dirty Mac)                                                                     | 4:28  |
| 13.    | "Whole Lotta Yoko" (The Dirty Mac)                                                              | 4:50  |
| 14.    | introdukce skupiny The Rolling Stones (John Lennon) / "Jumpin´ Jack Flash" (The Rolling Stones) | 3:35  |
| 15.    | "You Can't Always Get What You Want" (The Rolling Stones)                                       | 4:30  |
| 16.    | "Parachute Woman" (The Rollling Stones)                                                         | 4:15  |
| 17.    | "Sympathy For The Devil" (The Rolling Stones)                                                   | 8:50  |
| 18.    | "Salt Of The Earth" (The Rolling Stones)                                                        | 5:00  |

## Obsazení
The Rolling Stones
- Mick Jagger – zpěv
- Keith Richards – kytara
- Brian Jones - kytara, perkuse
- Bill Wyman – baskytara
- Charlie Watts – bicí
- Nicky Hopkins – piáno
- Kwasi Rocky Dzidzornu – perkuse

The Who
- Roger Daltrey – zpěv
- Pete Townshend – kytara, doprovodné vokály
- John Entwistle – baskytara, doprovodné vokály
- Keith Moon – bicí

Jehtro Tull
- Ian Anderson - zpěv, příčná flétna
- Glenn Cornick – baskytara, harmonika (playback)
- Tony Iommi – kytara (playback)
- Clive Bunker – bicí (playback)

Taj Mahal
- Taj Mahal - zpěv, harmonika
- Jesse Ed Davis – kytara
- Gary Gilmore – baskytara
- Chuck Blackwell – bicí

The Dirty Mac
- John Lennon – kytara, zpěv
- Eric Clapton – kytara
- Keith Richards – baskytara
- Mitch Mitchell – bicí
- Ivry Gitlis – housle
- Yoko Ono – zpěv

Mariane Faitfull
- Marianne Faitfull - zpěv